# Закусина, Нелли Михайловна
Нелли Михайловна (Загородная) Закусина (1 сентября 1941 — 2021) — советская и российская поэтесса, переводчик, член Союза писателей.

## Биография
Родилась 1 сентября 1941 (или 1942) года на станции Могоча, Читинская область. Отец — геодезист. Семья будущей поэтессы часто меняла места проживания.
Ещё в школьном возрасте увлеклась сочинением стихов. Окончила Новосибирский инженерно-строительный институт. В студенческий период ходила в Литературное объединение (ЛИТО) института, затем — в ЛИТО И. Фонякова в Союзе писателей. После окончания вуза начала карьеру архитектора (в Улан-Удэ и Новосибирске).
В 1961 году поэтессу впервые издаёт газета «Молодость Сибири». В 1966 году журнал «Сибирские огни» публикует подборку её работ, а в 1972 году в свет выходит сборник «Мой светлый день».
Редактор журнала «Байкал», сотрудник Западно-Сибирского книжного издательства.
В течение нескольких лет была работником «Сибирских огней», где сначала возглавляла отдел прозы, затем — отдел поэзии.
В 1976 году появился второй сборник поэтессы — «У сентября спокойное лицо».
Проводила детские и юношеские литстудии. В 1994 году — соорганизатор литературного конкурса для детей «Душа России».
Участвовала в публикации собраний детского литературного творчества. Работала школьным учителем.
Занималась переводом поэзии и прозы сибирских народов.
По данным на 2002 год, была редактором издательства «Мангазея», а также заведовала отделом художественной литературы в журнале «Новосибирск».
Умерла в 2021 году.

## Творчество
В художественных образах Закусиной проявляется нежная и хрупкая, но одновременно наделённая силой и страстью женщина, которая ведёт борьбу за собственный мир и своё представление о жизни. Сердечность, искренность, вера в счастье и жизненная непоколебимость — все эти качества вызывают симпатию к лирической героине поэтессы.
В своём творчестве Закусина уделяет внимание не только духовной жизни человека, но и миру родной для неё сибирской природы.
Поэтесса — автор стихов для детей.

## Некоторые сочинения
- «Непослушная кукла» (Новосибирск, 1977);
- «Свет любви» (Новосибирск, 1979);
- «Звёзды в колодце» (Новосибирск, 1981);
- «Мой город золотой» (Новосибирск, 1983);
- «Белый снег, зелёная трава» (Новосибирск, 1984);
- «Зимние письма» (Новосибирск, 1990);
- «Избранная лирика» (Новосибирск, 1995);
- «По бесконечной реке» (Новосибирск, 2000)[1];
- «Прикосновение» (2012)[2].

## Премии
- Премия имени Н. Г. Гарина-Михайловского (2000);
- Премия имени В. Я. Зазубрина (2004)[2].